# Geloof en een Hoop Liefde

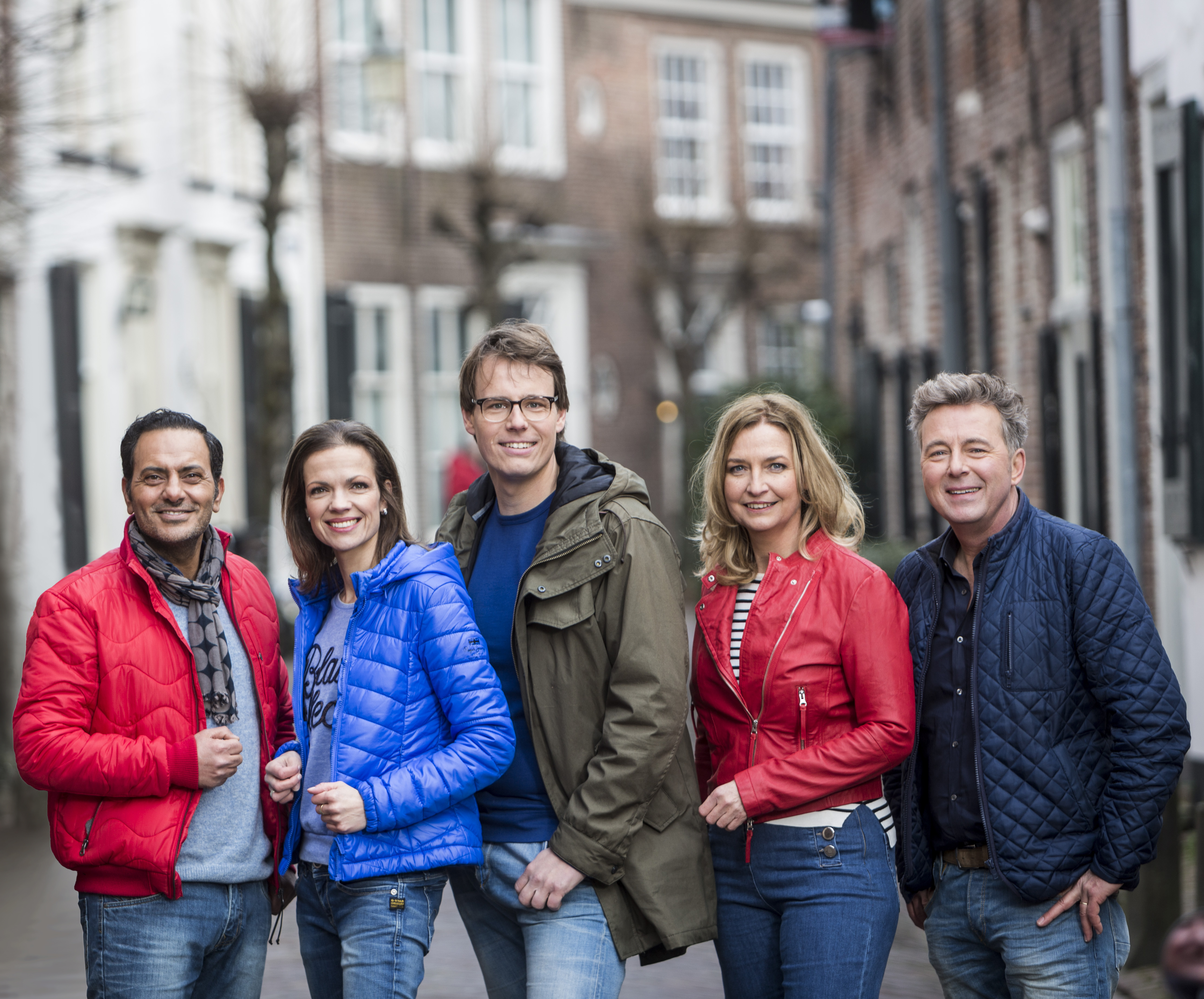
Presentatoren (v.l.n.r.) Kefah Allush, Mirjam Bouwman, Henk van Steeg, Hella van der Wijst en Bert van Leeuwen

Geloof en een Hoop Liefde was een Nederlands televisieprogramma van de Evangelische Omroep (EO).
Gedurende de eerste twee jaar was de presentatie in handen van Kefah Allush, Mirjam Bouwman en Herman Wegter. Ook regisseur en documentairemaker Jan Willem den Bok was een van de presentatoren. De Voice-over van het programma was tot 27 december 2014 eveneens in handen van Kefah Allush. 
Het programma werd in het laatste seizoen gepresenteerd door Bert van Leeuwen, eveneens Mirjam Bouwman , Hella van der Wijst en Henk van Steeg. Geloof en een Hoop Liefde streek elke week neer in een andere plaats in Nederland. De presentatoren zochten hier naar karakteristieke dorpsverhalen, stadse tradities, de rol van het christelijk geloof en bijzondere mensen. Geloof en een Hoop Liefde was iedere werkdag om 17.50 uur te zien op NPO 2. Op 22 december 2017 was de laatste uitzending.
Het programma was een voortzetting van Nederland Helpt, dat zich richtte op hulpverlening wereldwijd, en waarvan Carla van Weelie in 2008 presentatrice werd. In 2013 kreeg dit programma een ander format en werd de naam gewijzigd in Geloven op 2 waarna de titel in september 2014 werd gewijzigd naar Geloof en een Hoop Liefde.

## EO Metterdaad
Op donderdag stapte ‘Geloof en een Hoop Liefde’ de grens over voor een project van EO Metterdaad, de hulpverleningstak van de EO. Verschillende EO-presentatoren reisden naar gebieden waar nood is en hulp gegeven wordt.

## Thuis op 5
Met ingang van januari 2016 had Geloof en een Hoop Liefde ook een tegenhanger op NPO Radio 5, genaamd Thuis op 5. In het radioprogramma ‘Thuis op 5’ stond dezelfde plaats als in de tv-variant een week lang centraal. Het programma werd gepresenteerd door Yvonne Sprunken en Petra de Joode en 's avonds van 22.00 tot 00.00 uur uitgezonden.